# Psychological Review
Psychological Review — рецензируемый академический журнал, выходящий раз в два месяца и посвященный психологической теории. Основан Джеймсом Марком Болдуином и Джеймсом Маккином Кеттеллом в 1894 году как средство публикации для психологов, не связанных с лабораторией Грэнвилла Холла. Psychological Review вскоре стал самым известным и влиятельным журналом по психологии в Северной Америке, публикуя важные статьи Уильяма Джеймса, Джона Дьюи, Джеймса Роуленда Энджелла и многих других. По данным Journal Citation Reports, импакт-фактор журнала в 2020 году составлял 8,934.